# Jacqueline Lessard
Pour les articles homonymes, voir Lessard.
Marie Thérèse Jacqueline Lessard née à Chicoutimi le 23 juillet 1926 et morte à Alma le 16 août 2013 est une bénévole québécoise, connue pour son implication auprès des orphelins haïtiens.

## Biographie
En 1994, Jacqueline Lessard part pour la première fois pour Haïti après la mort de son époux, Jean-Joseph Savinsky, et avoir survécu à un cancer de l'estomac. Arrivée à Port-au-Prince, elle œuvre avec les missionnaires sur place qui s'occupe des orphelins.
En 2002, elle ouvre un orphelinat à Croix-des-Bouquets puis y annexe une école quelques années plus tard. En parti détruit par le Séisme de 2010 en Haïti, il est reconstruit et accueille jusqu'à 60 enfants en même temps.
En novembre 2012, on lui diagnostique un cancer de l'intestin dont elle meurt finalement le 16 août 2013 à Alma. Ses funérailles ont lieu à l'église de Lamarche et réunit près de 200 personnes.